# Instytut Europeistyki Uniwersytetu Jagiellońskiego
Instytut Europeistyki Uniwersytetu Jagiellońskiego – jednostka Wydziału Studiów Międzynarodowych i Politycznych UJ.
Siedziba Instytutu znajduje się w Krakowie przy ul. Romana Ingardena 3, 30-060.
Dyrektorem Instytutu jest dr hab. Dariusz Niedźwiedzki, prof. UJ (do 2012 r. prof. dr hab. Zdzisław Mach). Wicedyrektorami są: dr hab. Jacek Kołodziej – sprawy naukowe i współpraca międzynarodowa (do 2012 dr Grzegorz Pożarlik) i dr hab. Krzysztof Koźbiał – sprawy dydaktyczne (w latach 2008–14 funkcję tę pełnił dr Mirosław Natanek).
Instytut Europeistyki jest instytucją partnerską Europaeum, a jego pracownicy reprezentują Uniwersytet Jagielloński w tej organizacji.

## Struktura Instytutu
- Ośrodek Konsultacji Europejskich OKE
- Centrum Badań Holocaustu (kierownik: dr hab. Jolanta Ambrosewicz-Jacobs – jednostka Wydziału Studiów Międzynarodowych i Politycznych)
- Katedra kultury i społeczeństwa Europy (kierownik: prof. dr hab. Zdzisław Mach)
- Katedra dziedzictwa europejskiego (kierownik: prof. dr hab. Jacek Purchla)
- Katedra filozofii europejskiej (kierownik: dr hab. Stanisław Łojek)
- Zakład historii Europy (kierownik: prof. dr hab. Witold Stankowski)
- Zakład historii i kultury Europy Środkowej (kierownik: prof. dr hab. Jan Cisek)
- Katedra UNESCO ds. Edukacji o Holokauście (kierownik: prof. dr hab. Zdzisław Mach)
- Zakład polityki i kultury krajów śródziemnomorskich (kierownik: dr hab. Joanna Sondel-Cedarmas)
- Biblioteka

## Kształcenie
W języku polskim Instytut prowadzi trzyletnie studia licencjackie (w tym trzy specjalności: Analityk zjawisk i procesów, Ekspert organizacji społecznych, Niemcoznawstwo). IE UJ ma również w ofercie dwuletnie studia magisterskie z zakresu europeistyki (w tym specjalność Niemcoznawstwo oraz Wiedza o Holokauście i ludobójstwach) oraz możliwość wyboru aż 5 specjalizacji (Kultura i społeczeństwo Europy, Europejski system prawny, Europejska integracja polityczna, UE w świecie: problemy wewnętrzne i międzynarodowe, Europejska integracja gospodarcza). Instytut prowadzi również studia podyplomowe w zakresie pozyskiwania i zrządzania funduszami Unii Europejskiej oraz dotyczące Imigrantów w Polsce.
Ponadto w Instytucie Europeistyki UJ prowadzone są płatne studia II stopnia w języku angielskim (MA in European Studies, MA in European Governance, MA in Euroculture: Europe in the wider world, International Masters in Economy, State and Society, International Masters degree Programme in European Studies, Master in European Studies), organizowane wraz z uczelniami partnerskimi z zagranicy.
Instytut Europeistyki to jedna wiodących jednostek UJ pod względem ilości podpisanych umów międzynarodowych z uczelniami partnerskimi, pozwalających studentom studia za granicą. Praktycznie umożliwia taki wyjazd stypendialny każdemu swemu studentowi. Stypendia te oferowane są w ramach programu UE Erasmus+ oraz w ramach Programu CEEPUS (Central European Exchange Program for University Studies).  Rokrocznie wysyła za granicę nawet do 60 studentów niemal do wszystkich krajów europejskich. ().
W ramach programu studiów europeistycznych, Instytut oferuje też możliwość zdobycia tzw. podwójnych dyplomów (double degree) z Uniwersytetami w Wiedniu, Strasbourgu, Padwie.
W instytucie działają także studenckie Koła Naukowe, które organizują szereg przedsięwzięć integracyjnych i naukowych (w tym wyjazdy zagraniczne; m.in. Budapeszt, Londyn, Wiedeń, Berlin, Praga. Tradycją stał się również – obchodzony od 2004 roku – Dzień Europy, który studenci organizują na tyłach Zamku w Przegorzałach.

## Czasopisma
- Forum Europejskie
- Problemy Współczesnego Prawa Międzynarodowego, Europejskiego i Porównawczego
- Euro-Fakta

## Aktualne projekty badawcze i dydaktyczne
- RECON – Reconstituting Democracy in Europe
- Why should we teach about the Holocaust?
- La place, un patrimoine européen
- Website Guide Education to Tolerance[1]
- Migracja wahadłowa a procesy europeizacji i konstruowania tożsamości europejskiej
- Nauczanie o Holokauście – Szkoła Letnia dla Nauczycieli
- Erasmus Mundus Masters Courses and Scholarships

W przeszłości, Instytut uczestniczył w takich projektach jak: Wielokulturowa Europa, European Curriculum for Children of Migrant Workers, Socrates-Comenius NIKE – Nauczanie Integrujące w Kontekście Europy, Transnational identities – cities unbound – migrations redefined.